# Emma Hardinge Britten
Emma Hardinge Britten (1823 - 1899) foi uma escritora espírita inglesa.

## Biografia
Ainda jovem foi para Nova Iorque com uma empresa de teatro, passando a viver nos Estados Unidos em companhia de sua mãe. De educação protestante, em 1856 teve contacto Espiritismo, recebendo provas irrefutáveis da sobrevivência da alma. Em pouco tempo descobriu que ela própria era médium, tendo alcançado notável sensacionalismo. Foi sua a informação de que o navio "Pacific" tinha naufragado no meio do oceano Atlântico, perecendo todos os passageiros, repetido o que lhe havia dito o espírito de uma das vítimas da catástrofe. Mesmo questionada à época pela companhia proprietária do navio, verificou-se posteriormente que a sua informação mediúnica era verdadeira, pois o navio nunca mais apareceu.
Em 1866 retornou à Inglaterra, onde desenvolveu intensa atividade, em que se destacaram duas grandes obras: "Moderno Espiritualismo Americano" e "Milagres do Século Dezenove", obras de pesquisa apresentadas num raciocínio claro e lógico.
Em 1870 casou-se com o Dr. Britten, um espírita tão devotado quanto ela, numa união feliz.
O casal viajou em 1878 à Austrália e a Nova Zelândia, na qualidade de divulgadores do Espiritismo, ali se demorando alguns anos e fundando numerosas sociedades. Nesse período ela redigiu "Fé, Fatos e Fraudes da História Religiosa", obra que por muitos anos exerceu relativa influência.
Entre outros, fundou o periódico "Os Dois Mundos", em Manchester, órgão de grande circulação, representando um veículo publicitário de grande penetração em todo o mundo.
Ernesto Bozzano, um dos grandes pesquisadores espíritas, em depoimento escrito para a revista "La Luz Del Porvenir", relatou que o livro "Moderno Espiritualismo Americano" lhe foi muito proveitoso no período de sua conversão ao Espiritismo.